# Anna Tatangelo
Anna Tatangelo (Sora, 9 januari 1987) is een Italiaans popzangeres. In 2002 won zij bij het Festival van San Remo in de categorie nieuwkomers met het nummer Doppiamente Fragili. In totaal heeft ze acht keer meegedaan waarvan twee keer gewonnen.
| Jaar | Lied                                | Categorie          | Plaats |
| ---- | ----------------------------------- | ------------------ | ------ |
| 2002 | "Doppiamente fragili"               | Giovani (Jongeren) | 1      |
| 2003 | "Volere volare" met Federico Stragà | Big                | 17     |
| 2005 | "Ragazza di periferia"              | Donne (Vrouwen)    | 3      |
| 2006 | "Essere una donna"                  | Donne (Vrouwen)    | 1      |
| 2006 | "Essere una donna"                  | Big                | 3      |
| 2008 | "Il mio amico"                      | Big                | 2      |
| 2011 | "Bastardo"                          | Big                | 9      |
| 2015 | "Libera"                            | Big                | 19?    |
| 2019 | "Le nostre anime di notte"          | Big                | 22     |

## Privé
Tatangelo had ruim tien jaar een relatie met de twintig jaar oudere Gigi D'Alessio.

## Discografie
- Attimo x attimo (2003)
- Ragazza di periferia (2005)
- Mai dire mai (2007)
- Nel mondo delle donne (2008)
- Progetto B (2011)